# (94884) Takuya

(94884) Takuya est un astéroïde de la ceinture principale découvert par Henri Boffin à l'observatoire d'Uccle le 14 décembre 2001. Sa désignation provisoire était 2001 XK249.

## Orbite
Son aphélie est de 2,46 UA et son périhélie de 2,22 UA. Son orbite est donc faiblement excentrique. Il tourne autour du Soleil en 1315 jours.